# 독일 육군 (나치 독일)
독일 육군(독일어: Heer [heːɐ̯][*])은 1935년부터 1945년까지 독일 국방군 내의 지상군 병과였다. 또한, 독일 국방군 내에는 해군 병과인 전쟁해군, 공군 병과인 루프트바페도 포함되어 있었다. 제2차 세계 대전 기간 동안, 1500만명이 독일 지상군으로 활동했고 그 중 700만명의 사상자를 입었다. 육군에서 분리되어 따로 떨어진 무장 친위대는 나치 독일의 다인종, 다국가 육군이었다. 제2차 세계 대전 시기 3개 연대에서 38개 사단으로 성장했으며, 병사 수도 늘어났지만 형식적인 부분은 그렇지 못했다.
히틀러는 독일 재군비 선언 프로그램 17개월 이후, 육군 36개 사단이라는 예상 목표에 도달했다. 1937년 가을 동안에는 2개 군단이 새로이 형성되었다. 1938년 3월, 오스트리아 병합 이후 병합된 오스트리아 육군 5개 사단을 포함해 4개 사단이 추가로 형성되었다. 아돌프 히틀러의 확장 기간 동안, 독일 육군은 제1차 세계 대전 기간의 선구 개념을 개발하기 위해 계속하였고, 육군 및 루프트바페의 조합으로 전투를 하게 되었다. 몇몇 포위나 절멸의 전투와 같은 군사 작전술, 전술과 함께 독일군은 제2차 세계 대전 처음 2년 동안 빠른 승리를 거두었으며, 이러한 빠른 승리를 전격전이라는 단어로 불리게 되었다.
독일군은 전쟁 대부분을 보병을 이용하여 풀어나갔고, 이 보병은 말로 수송되었으며 포병은 마차를 통해 수송되었다. 기계화 병력은 전쟁 초기 많은 관심을 보였고 폴란드 침공(1939년 9월), 노르웨이와 덴마크(1940년 4월), 네덜란드, 벨기에, 룩셈부르크, 프랑스(1940년 5월), 유고슬라비아 전선(1941년 4월), 소련(1941년 6월) 등 빠른 진군의 주된 이유가 되었다. 그러나, 이 기계화 병력 및 전차 병력은 최대 독일군의 20% 이하만 차지했다.

## 명령 체계
육군최고사령부(Oberkommando des Heeres, OKH)는 1935년부터 1945년까지 독일의 육군 총사령부였다. 이론적으로 독일 국방군 최고 사령부(Oberkommando der Wehrmacht, OKW)가 나치 독일 육군 참모로 활동했으며 독일 국방군(육군 헤르, 공군 루프트바페, 해군 크릭스마리네)은 작전 조정을 맡았다. 실제로는 OKH가 히틀러의 개인 참모로 군사 계획과 서열에 자신의 아이디어를 반영하고 육해공 3개 병과로 실제 작전을 펼치는 데 사용되었다. 하지만, 전쟁 중에 OKW 자체는 특히 서부군에서 직접 명령권이 증가하게 되었다. 이는 1942년 OKW가 사실상 서부 전선의 사령부가 되었고, OKH는 히틀러와 그들의 참모들로 이루어져 동부 전선의 사령부가 되었다.
아프베어(Abwehr)는 1921년부터 1945년까지 육군 정보국으로 활동했다. 아프베어(독일어로 방어, 방첩)은 연합군의 용인 하에 설치되었으며 제1차 세계 대전 이후 독일의 방첩으로만 활동할 것을 허가받고 활동했다. 1938년 2월 4일 이후, 이 부는 독일 육군 최고 사령부 해외방어국/사무실(Amt Ausland/Abwehr im Oberkommando der Wehrmacht)로 이름을 바꿨다.

## 평가
영국의 역사학자이자 저널리스트인 막스 하스팅(Max Hastings)은 WGN 시카고 라디오 인터뷰에서 "...남자를 위한 남자의 독일군이 제2차 세계 대전 중 가장 큰 규모의 군대였다는 것에 대해서는 의심의 여지가 없다."라고 말했다. 이 관점은 그의 저서인 "Overlord: D-Day and the Battle for Normandy"에서 주장했다. "World War II: An Illustrated Miscellany"라는 저서를 지은 안토니 에반스(Anthony Evans)는 다음과 같이 말했다. "독일군은 매우 전문적이고 훈련을 잘 받았지만 공격적이고 방어를 고집했다. 병사는 특히 장비의 부족이 느껴진 이후 몇 년 동안 항상 적응해나갈 수 있었다."
전쟁 말기 종종 간과되는 독일군의 특성은 강하고 높은 속도의 기관총의 자유로운 사용과 중대형 포의 사용이었다. 1944년 이후 독일군 대대는 종종 연합군 대대보다 작았지만, 독일군은 생체 병기의 특성에서 화력에 대한 부담에 대해 좀 더 높은 가중치를 가지고 있었다. 상대적인 화력의 차이는 독일 방어군을 물리치기 힘들게 만들었다.

## 전후
유럽 전승 기념일 이후 거대한 전쟁 포로를 떠안게 된 서방 연합군은 이들 병력을 포로 감독 및 감시를 위해 연대 크기의 독일 헌병대 조직인 'Feldjägerkommando III'라는 이름으로 계속 유지했다. 이 병력은 1946년 6월 23일 서방 연합군 산하에 있다 최종적으로 해체되었다.

## 군기

육군최고지휘관기 (1938년 이전)
육군최고지휘관기 (1938년 이후)
장군참모장기
집단군사령관기
야전군사령관기
기갑집단장기
군단장기
사단장기
보병연대장기
포병연대장기
기병대대장기
기갑대대장기
포병대대장기
공병대대장기
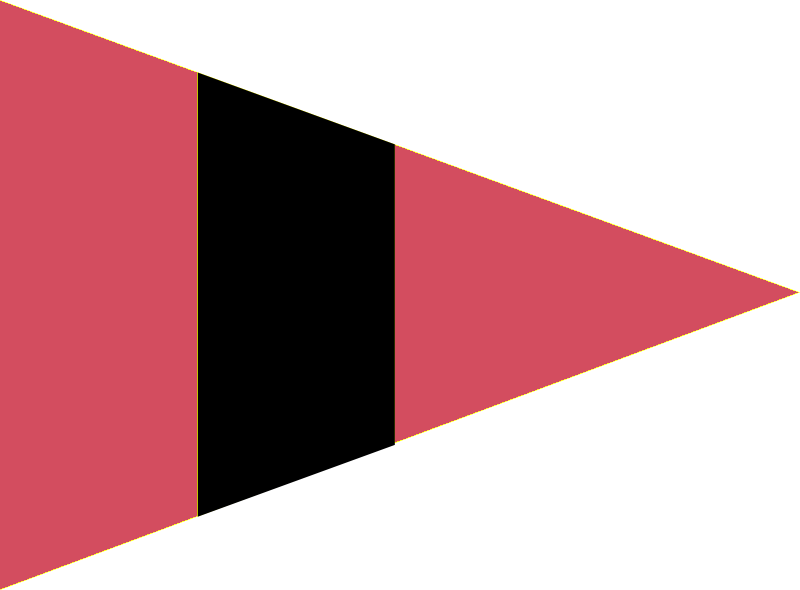
기갑중대장기
통신중대장기
헌병중대장기

## 같이 보기
- 독일 연방방위군
- 독일 국가방위군
- 독일 군사 용어
- 제2차 세계 대전의 독일군 유니폼
- 독일 국방군의 전쟁 범죄

## 서지
- Davies, W. J. K. (1973), German Army Handbook, Ian Allen Ltd., Shepperton, Surrey, ISBN 0-7110-0290-8.
- Evans, Anthony A. (2005), World War II: An Illustrated Miscellany, Worth Press, ISBN 1-84567-681-5.
- Haskew, Michael (2011), The Wehrmacht: 1935-1945, Amber Books Ltd. ISBN 1-907446-95-8.
- Hastings, Max (1999) [1985], Overlord: D-Day and the Battle for Normandy 1944, Pan, ISBN 0-330-39012-0.
- Hastings, Max (2004), Armageddon: The Battle for Germany 1945, Macmillan, ISBN 0-333-90836-8.
- McNab, Chris, The SS: 1923–1945 (2009), Amber Books Ltd. ISBN 978-1-906626-49-5.
- Williamson, Gordon (1995), German Military Police Units 1939–45, London: Osprey, ISBN 0-85045-902-8.